# Barrage d'Asprókremmos
Le barrage d’Asprókremmos (grec moderne : τεχνητή λίμνη Ασπρόκρεμμου) est le deuxième plus grand barrage à Chypre. Il se dresse à une altitude d'environ 100 m au-dessus du niveau de la mer et se situe à 16 km (10 miles) à l'est de la ville de Paphos.
En raison de faibles précipitations, il est rare que le barrage déborde. Le 27 janvier 2012, le barrage déborde, pour la première fois depuis 2004.
Par la suite, il déborde à nouveau en mars 2019 et à nouveau en janvier 2020.
Il est considéré comme une zone humide importante pour les oiseaux endémiques et oiseaux migrateurs

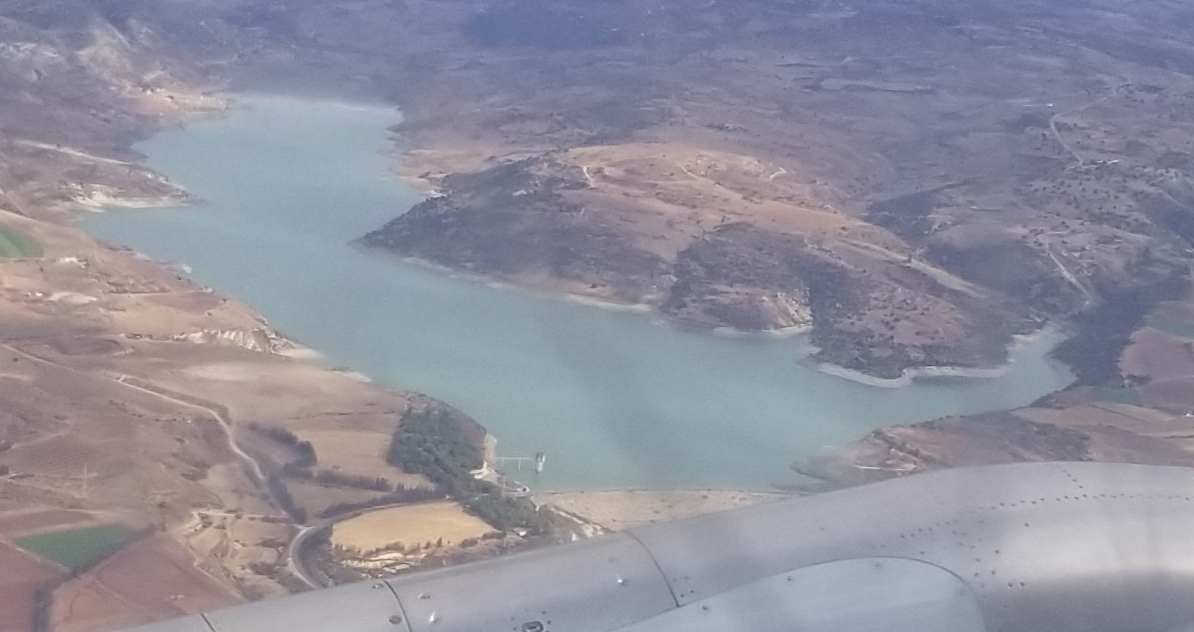

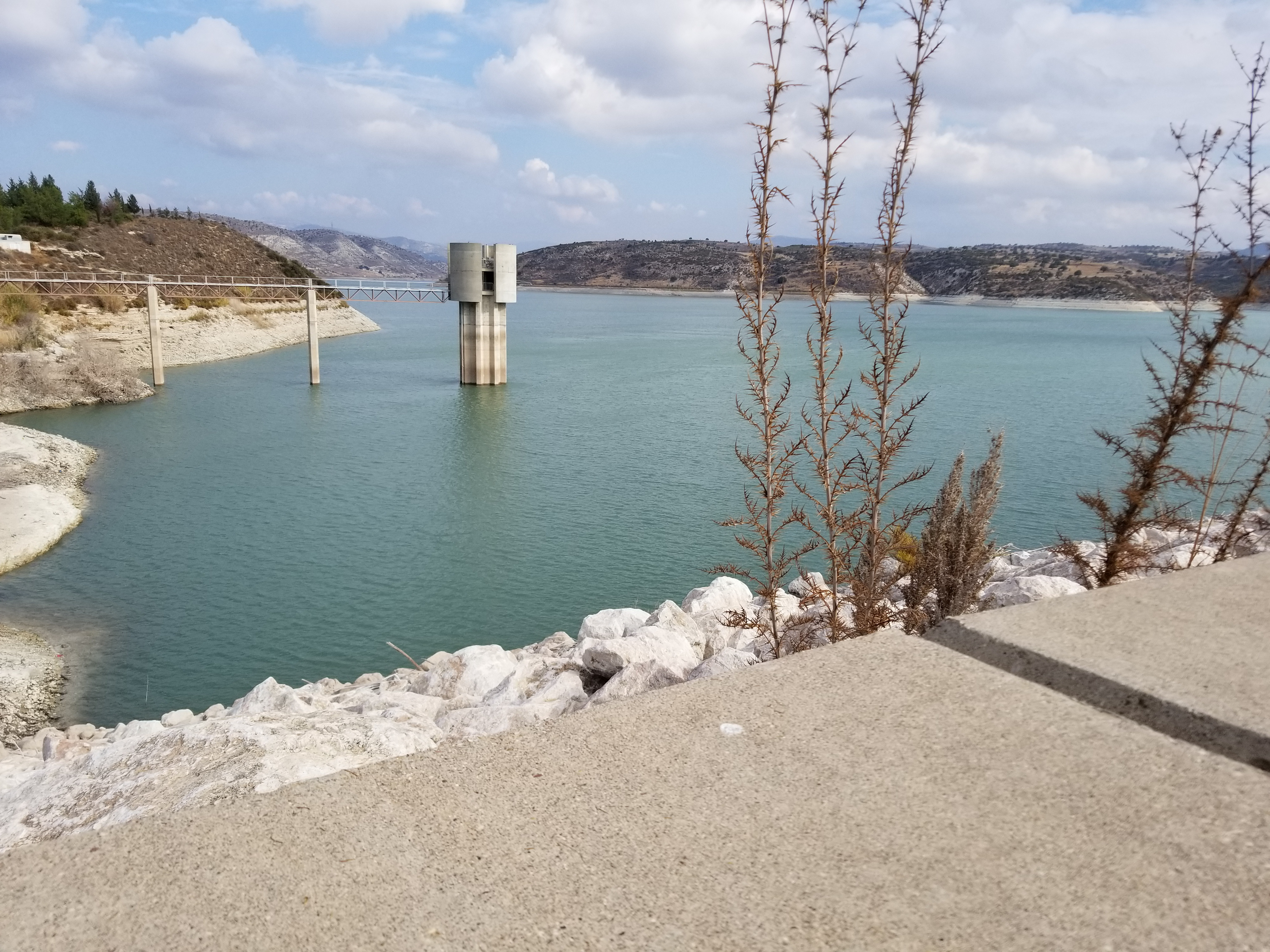